# Suzanne André
Pour les articles homonymes, voir André.
Suzanne André, née Catteau, en 1909, est une peintre, illustratrice, dessinatrice de bande dessinée belge. Elle est une des rares dessinatrices de bande dessinée de son époque.

## Biographie
Suzanne André naît en 1909 en Belgique. Elle publie le premier dessin connu en 1929. Pendant l'entre-deux-guerres, elle travaille dans le domaine de la publicité. Elle réalise le portrait de la chanteuse Suzy Solidor en 1938. Elle est illustratrice pour le magazine catholique Annette depuis 1945,. Elle y crée la bande dessinée Le Chevalier sans visage sur un scénario du journaliste et écrivain Marcel Vermeulen en 1946. L'année suivante, elle réalise Le Dernier Voyage du San Diego pour le même périodique. Elle est très active dans la bande dessinée de l'après-guerre et travaille également pour le quotidien Le Soir. Elle remplit la page jeunesse Les Jeunes du journal socialiste Le Peuple. Dans cette rubrique, elle illustre la série pédagogique Histoire illustrée des travailleurs entre 20 mars 1947 et 19 février 1948, racontant un conte hebdomadaire sur l'histoire ouvrière composées de six vignettes spinaliennes. Selon Frans Lambeau : « [...] elle a exprimé le meilleur d'elle-même, non pas sur le plan du dessin où elle a conservé son style schématique mais bien en son pouvoir de narratrice très didactique [...] ». Selon Jessica Kohn : « [...] cette bande dessinée privilégie une histoire des luttes sociales au sein des corporations et puise clairement ses racines dans le mouvement ouvrier catholique ». Toujours en 1947, elle fait son entrée au journal Tintin. Elle commence par illustrer des contes. Elle réalise seul le récit à suivre Mission en Birmanie en 1950. De 1949 à 1950, elle contribue également à L'Aiglon, une publication parrainée par la chocolaterie éponyme de Verviers en 1949 sous la houlette de Bizuth.
Puis, tout au long des années 1950, elle est présente dans Tintin avec plusieurs biographies en bande dessinée d'une page. Pour son homologue féminin Line, elle réalise de courts récits sur des femmes ayant marqué l'histoire de 3 planches scénarisés par Yves Duval de 1956 à 1957.

### Vie privée
Suzanne André était l'épouse de l'écrivain et journaliste Francis André.

#### Livres
: document utilisé comme source pour la rédaction de cet article.
- Jean Van Hamme, Introduction à la bande dessinée belge, Bruxelles, Bibliothèque royale de Belgique, 1968, 80 p., ill. ; 26 cm (lire en ligne), p. 5. [catalogue] publié à l'occasion de l'exposition La bande dessinée en Belgique, Bibliothèque Albert Ier, [Bruxelles], du 29 juin au 25 août 1968.
- Claude Moliterni, Histoire mondiale de la bande dessinée, Paris, P. Horay, 1989, 315 p., ill. ; 37 cm (ISBN 978-2705800970 et 2705801650, OCLC 300909966), p. 159 lire sur Google Livres
- Frans Lambeau, « André, Suzanne », dans Dictionnaire illustré de la bande dessinée belge : de la libération aux fifties (1945-1950), Liège, Les Éditions de la Province de Liège, 2016, 327 p., ill. ; 27 cm (ISBN 9782390100294 et 2390100295, OCLC 949771202, présentation en ligne), p. 22. .
- Jessica Kohn, Laurent Martin (dir.) et Jean-Paul Gabilliet (dir.), Travailler dans les Petits Mickeys : Les dessinateurs-illustrateurs en France et en Belgique de 1945 à 1968, Paris, Université Sorbonne-Nouvelle, 11 juin 2018, 880 p., PDF (lire en ligne), p. 164, 180, 490. Thèse de doctorat.
- Jessica Kohn, Dessiner des petits mickeys : Une histoire sociale de la bande dessinée en France et en Belgique (1945-1968), Paris, Éditions de la Sorbonne, 26 mai 2022, 318 p., ill. ; 24 cm (ISBN 9791035107970, OCLC 1331516747, présentation en ligne).